# 함성 (군사)

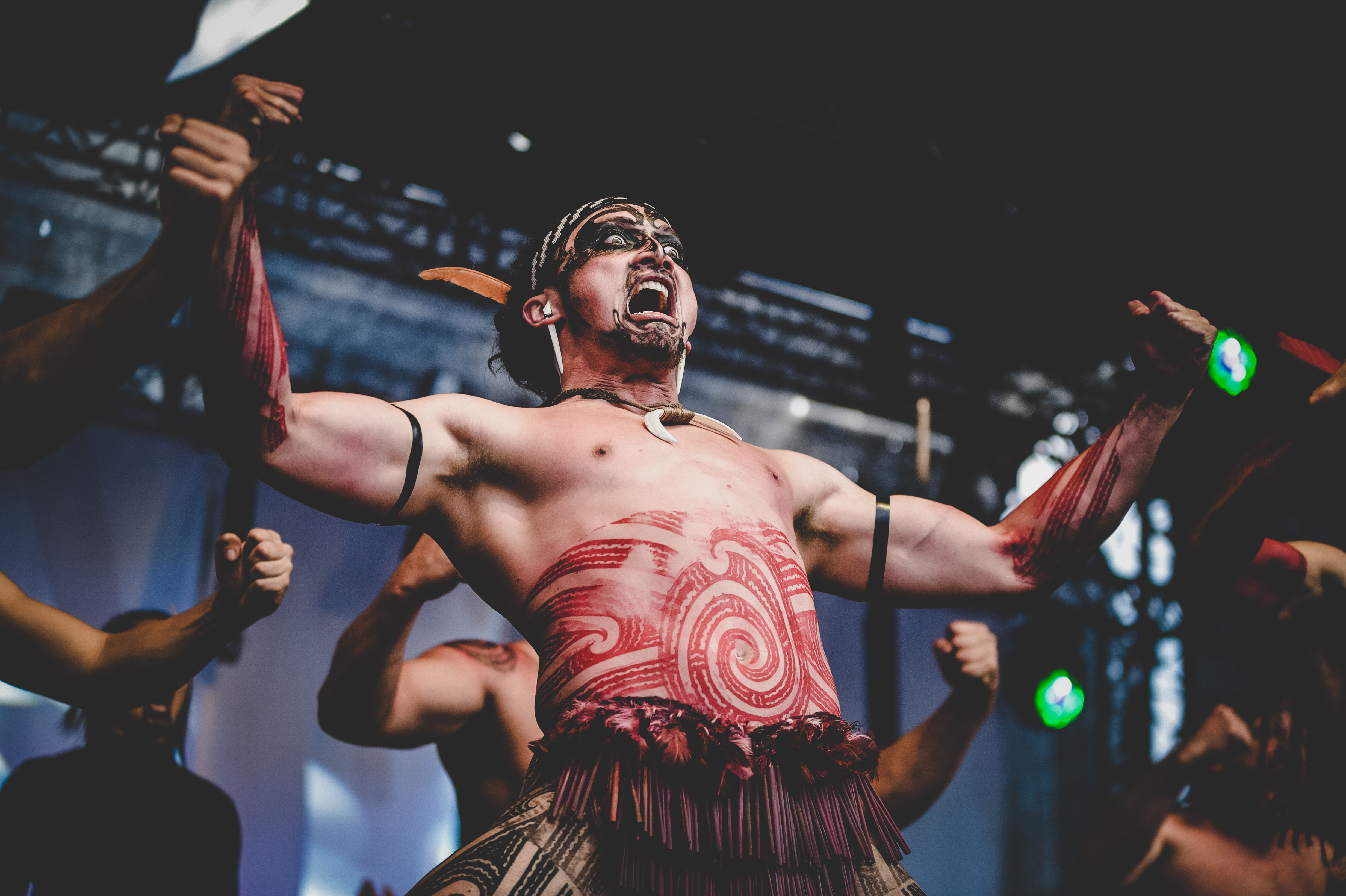
폴란드의 민속 축제에서 마오리족 공연자가 하카를 하는 모습

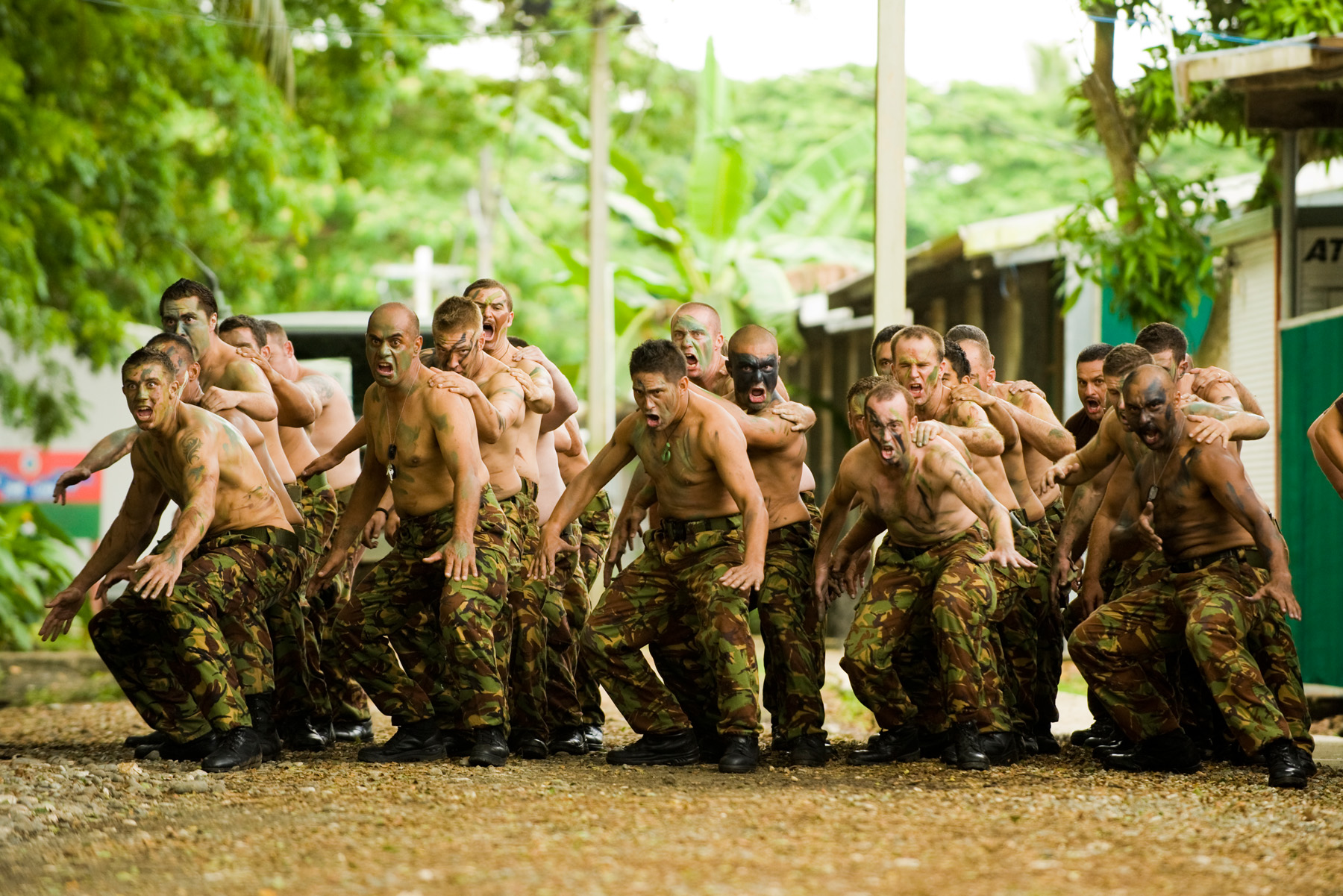
뉴질랜드 방위군 병사들이 전의를 다지는 모습

함성 또는 배틀 크라이(battle cry)는 전투에서 일반적으로 같은 전투원 집단의 구성원들이 지르는 소리나 구호이다.
전투 함성은 반드시 분명하게 발음되는 것은 아니지만(예: "율랄리아!", "알라라" 등), 애국심이나 종교적 감정을 불러일으키는 것을 목표로 하는 경우가 많다. 그 목적은 자기 편의 공격성을 고취하고 단결심을 높이는 것과 적대 세력에게 위협을 가하는 것을 복합적으로 포함한다. 전투 함성은 표시 행동 (즉, 위협 행동)의 보편적인 형태로서, 이상적으로는 자신의 공격적 잠재력을 과장하여 적이 대결을 피하고 도주하도록 만드는 경쟁 우위를 목표로 한다. 공격 잠재력을 과장하기 위해 전투 함성은 가능한 한 크게 지르며, 역사적으로는 호른, 북, 고둥, 카르닉스, 백파이프, 뷰글, 등과 같은 음향 장치로 증폭되는 경우가 많았다 (군악 참고).
전투 함성은 전쟁춤이나 조롱과 같이 물리적 폭력이 확대되기 전 "준비" 단계에서 수행되는 다른 인간 공격성 행동 패턴과 밀접하게 관련되어 있다. 중세 이후, 많은 함성들이 깃발이나 문장에 표어로 두루마리에 나타났고 좌우명으로 채택되었는데, 예를 들어 영국 왕들의 좌우명인 "Dieu et mon droit"("신과 나의 권리")가 그러하다. 이것은 에드워드 3세의 크레시 전투 당시의 함성이었다고 한다. "slogan"이라는 단어는 원래 스코틀랜드 게일어 sluagh-gairm 또는 sluagh-ghairm(sluagh = "사람들", "군대", gairm = "부르짖음", "선언")에서 유래했으며, "모임의 함성"을 의미하고 전쟁 시에는 "전투 함성"을 의미한다. 게일어 단어는 영어로 slughorn, sluggorne, "slogum", 그리고 slogan으로 차용되었다.

## 역사

### 고대
- 전투 함성은 호메로스의 서사시 전투의 한 측면이다. 일리아스에서 디오메데스는 관습적으로 "큰 함성의 디오메데스"로 불린다. 헬라스인과 아카드인 모두 전투에서 의성어 "알라라"를 외쳤다.[1]
- 고대 아테네의 병사들은 그리스-페르시아 전쟁과 펠로폰네소스 전쟁 동안 "알라라!" 또는 "알레!"라고 외치며 전투에 임하는 것으로 유명했는데, 이는 그들의 수호 여신 아테나의 새인 올빼미의 울음소리를 흉내낸 것이었다.[2]
- 서흉노는 무서운 함성으로 공격했다.[3]
- 일반적인 힌두교 전투 함성 중 하나는 "하라 하라 마하데바"였는데, 이는 "마하데바(시바) 만세!"를 의미한다.[4]
- 인도에서 흔히 사용된 또 다른 전투 함성은 "자이 바바니"였는데, 이는 "여신 바바니 만세!"를 의미한다.
- 고대 타밀라캄에서 사용된 흔한 전투 함성은 "베트리벨, 베라벨"이었는데, 이는 "승리하는 벨, 용감한 벨"을 의미한다. 벨은 힌두교 전쟁의 신인 카르티케야의 지역 형태인 무루간의 창이다. 현재, "베트리벨, 베라벨" 전투 함성은 코임바토르의 마두카라이에 주둔한 인도 육군 191 야전포병연대에서 사용되고 있다.[5][6]

### 중세
틀:문장
- 스코틀랜드 독립 전쟁 동안 스코틀랜드 병사들은 '스코틀랜드 영원히' (문자적으로 '심판의 날까지 스코틀랜드')를 의미하는 알바 구 브라스를 전투 함성으로 사용했다. 이는 영화 브레이브하트에서 멜 깁슨이 윌리엄 월리스 역을 맡아 전투가 시작되기 직전 병사들을 모으기 위해 이 구호를 외치는 장면으로 묘사되었다.
- 각 투르크 부족과 부족 연합은 고유한 탐가 (인장), 토템 옹곤 새, 그리고 고유한 우란 (전투 함성)을 가지고 있었다 (그리하여 슬라브어 urah "전투 함성"이 유래했다).[7][8] 탐가와 옹곤은 개인마다 다를 수 있었지만, 말의 털색과 우란 전투 함성은 각 부족에 속했고, 세대에서 세대로 전해져 내려왔으며, 일부 현대 전투 함성들은 고대에 기록되었다. 부족이 분열될 때, 그들의 고유한 특징은 새로운 정치적 실체로 넘어갔고, 예를 들어 카자흐인, 키르기스인, 투르크멘인, 우즈베크인 사이의 킵차크 전투 함성처럼 분열된 부족의 동일한 우란 전투 함성을 다른 현대 국가들에게 부여했다. 일부 대규모 부족의 우란 전투 함성:
  - 킵차크 – "아이-바스"("달 머리").[9]
  - 캉글리 (캉가르) – "바이-테렉"("신성한 나무").[10]
  - 오구즈족 – "테케"("산")[11]
- 데스페르타 페로! (카탈루냐어로 "철이여 깨어나라!")는 12세기부터 14세기까지 아라곤 연합왕국의 지중해 군사 작전 중 알모가바르 전사들의 가장 특징적인 함성이었다.
- 데우스 불트! (라틴어로 "하느님께서 원하신다!")는 십자군들의 전투 함성이었다.
- 몽주아 생 드니!: 12세기부터 프랑스 국왕들의 전투 함성.
- 산티아고 이 시에라, 에스파냐!는 레콩키스타와 스페인 제국 당시 스페인 군대의 전투 함성이었다.
- 1431년 8월 14일, 제4차 반후스파 십자군의 신성 로마 제국군 전체가 도마줄리체 전투에서 후스파에게 패배했다. 공격하던 제국군 부대는 "그대들은 하느님의 전사라"("하느님의 전사들이여") 합창을 듣자마자 후퇴하기 시작했고, 곧 전멸했다.
- 알라후 아크바르 (الله أكبر, "알라는 가장 위대하다")와 알라후 알라 (الله الله, "알라! 알라!")는 역사적으로 무슬림 군대에서 사용되었다. 알-나스르 아우 알-샤하다 (النصر أو الشهادة, "승리 또는 순교") 또한 흔한 전투 함성이었는데, 앗타우바 9장 52절은 알라가 의로운 무슬림 전사에게 이 두 가지 영광스러운 이상 중 하나를 약속했다고 말한다.[독자연구?]
- 오딘은 너희 모두를 소유한다 (오딘은 너희 모두를 소유한다) – 이그드라실에서 오딘의 자기 희생을 언급하는 표현이다. 승리자 에이리크에게 귀속된다.

### 근대
- 1500년경 독일과 스칸디나비아에서 발생한 농민 반란을 진압할 때, 예를 들어 헤밍스테트 전투에서 흑위대의 네덜란드 용병들은 "바르 디 부어, 디 가르데 쿰트"("조심해라, 농민들아, 경비병이 온다")라고 외쳤다. 농민들이 반격했을 때, 그들은 "바르 디 가르, 드 부어 드 쿰트"("조심해라, 경비병아, 농민이 온다")라고 응수했다.
- 스페인인들은 무어인으로부터 스페인을 재정복할 때와 초기 식민 아메리카에서 정복할 때 "산티아고"("성 야고보")를 외쳤다.
- 폴란드의 "날개 달린 후사르"는 돌격 시 "예수스 마리아"("예수, 마리아") 또는 "마트카 보스카"("하느님의 어머니")를 외치곤 했다.
- 쾌락을 사랑하고 냉소적인 군사 지도자였던 앙리 4세 (1553–1610)는 투구에 인상적인 하얀 깃털을 달고 있었으며, 그의 전투 함성인 "랄리에 부 아 몽 파나슈 블랑!"("내 하얀 깃털을 따르라!")으로 유명했다.
- 알라웅파야 휘하의 꼰바웅 왕조 버마 병사들은 꼰바웅-한따와디 전쟁 중에 "쉐보-타르"(쉐보의 아들들)라고 외쳤다고 기록되어 있다.
- 대부분의 자이카라는 구루 고빈드 싱에 의해 대중화되었다. 시크교도들은 다음과 같은 여러 전투 함성 또는 자이카라를 가지고 있다: 가장 인기 있는 것들은 다음과 같다:
  - 볼나지 (존경스럽게 말하다) – 바헤구루 (경이로운 깨달음을 주는 자)
  - 데그 테그 파테흐 (자선과 무기의 승리) – 비르드 키 파이자 판트 키 지트 (적의 격퇴 시크 길의 승리)
  - 볼레 소 니할...사트 스리 아칼 ("환희에 차서 크게 외쳐라... 위대한 시대를 초월한 존재는 진실이다"),
  - 나낙 나암 차르디 칼라 (당신의 이름이 높여지기를, 오 나낙) – 테레 바아나에 사르밧 다 블라 (그리고 모든 사람이 당신의 은총으로 번영하기를)
  - 바헤구루 지 카 칼사 (순수 공동체는 경이로운 깨달음을 주는 자에게 속한다) – 바헤구루 지 키 파테흐 (승리는 경이로운 깨달음을 주는 자에게 속한다)
  - 라즈 카레가 칼사 – (칼사가 통치하리라) 아아키 라헤 나 코예 (그리고 어떤 적도 남지 않을 것이다)[12]
  - 가즈 케 자이카라 가자아베 파테흐 파아베 니할 호 자아바에, 사트 스리 아칼 구르바르 아칼 히 아칼|| (부다 달 기도서 (구트카)의 아르다스 발췌본으로 최고 진리를 선포하는 자이카라를 외치는 축복을 찬양한다).
- 파슈툰 병사들이 무굴에 맞서 외친 전투 함성은 후, 후였다.[13]
- 구르카 병사들의 전투 함성은 지금도 "자이 마하칼리, 아요 구르칼리!"("여신 마하칼리에게 승리를, 구르카가 온다!")이다.[14][15]
- "리벨 옐"은 남북 전쟁 중 남부군 병사들이 사용한 전투 함성이었다.
- 17세기와 18세기 스웨덴군의 핀란드 경기병 부대는 "하카 파이엘레!"(핀란드어로 "쳐부숴라!")라는 전투 함성을 사용했는데, 이로 인해 그들은 하카펠이라는 이름으로 불렸다.
- 여러 군대의 아일랜드 연대들은 게일어 전투 함성인 "포 어 벌라"("길을 비켜라!") 또는 "에린 고 브라흐"("아일랜드 영원히")를 사용했고 지금도 사용하고 있다.
- 18세기와 19세기 스웨덴군은 "푀르 파데르네슬란데트, 고 포, 후라!"("조국을 위해, 전진, 만세!")라는 공격 명령을 내리곤 했다.[16]
- 아르헨티나의 장군 호세 데 산마르틴은 그의 전투 함성인 "세아모스 리브레스, 케 로 데마스 노 임포르타 나다!"("자유롭게 살자, 그 외에는 아무것도 중요하지 않다!")로 남아메리카에서 유명하다.
- 텍사스 혁명에서 골리아드 전투와 알라모 전투 이후, 텍사스 병사들은 "골리아드를 기억하라! 알라모를 기억하라!"라는 전투 함성을 사용했다.
- 1864년 뒤뵐 전투에서 덴마크와 독일 양국군은 "만세"를 전투 함성으로 사용했다.
- 제1차 세계 대전 중 1915년 이탈리아 전선. 전투 전 이탈리아 병사들은 "사보이아" 또는 "아반티 사보이아"라고 외쳤는데, 이는 이탈리아어로 "어서 사보이!" 또는 "전진 사보이!"를 의미한다 (같은 시대 영국 병사들의 "왕을 위하여!"와 비교해 보라).

### 현대
- 제2차 세계 대전 중, 천황폐하 반자이(天皇陛下万歳, 천황폐하 만세)는 일본 병사들의 일종의 전투 함성으로 사용되었는데, 특히 "반자이 돌격"에서 그러했다.[17] 가장 인기 있는 전투 함성은 "에이 에이 오"(エイエイオー)로, 일반적으로 전투 시작 시 사용된다.[18][19]
- "아반티 사보이아!"(영어: 전진 사보이!)는 제1차 세계 대전과 그보다 덜했지만 제2차 세계 대전 중 이탈리아 왕립군의 애국적인 전투 함성이었다. 보병들은 특히 오스트리아-헝가리군을 상대로 공격을 시작할 때 이 구호를 외쳤다.
- 그리스-이탈리아 전쟁 (제2차 세계 대전) 중 그리스인들은 전투 함성으로 "아에라!"(바람)를 외쳤다.
- 6.25 전쟁 중 조선인민군은 "김일성 수령님 만세"(영어로 "위대한 수령 김일성 만세"로 번역됨)라는 구호를 사용했다.
- "후아"는 미국 육군, 미국 공군, 미국 우주군의 전투 함성이다. "우라"는 미국 해병대에서 사용하는 전투 함성이다. "후야"는 미국 해군과 미국 해안경비대의 전투 함성이다.
- 슬라브어 버전인 "우라!"는 러시아 제국 육군, 붉은 군대, 러시아 육군을 비롯한 많은 동유럽 군대에서 사용되었다. 유고슬라비아 파르티잔도 "주리시/유리시"로 사용했다.
- "메르데카 아타우 마티!"(영어: 자유 아니면 죽음!)는 인도네시아 독립 전쟁 중 인도네시아 국군과 자유 투사들(인도네시아어: 페주앙/페주앙)이 사용했다.
- 아프가니스탄에서 텔레마르크 대대의 노르웨이 군인들은 때때로 "틸 발할!"(발홀로!)을 외치고 이어서 우라를 외치곤 했다.[20]
- 중동과 북아프리카의 무자헤딘과 지하디스트들은 "알라후 아크바르"(알라는 가장 위대하다)를 외친다.
- 방글라데시 독립 전쟁 중 동파키스탄 해방군은 파키스탄군과의 전투에서 "조이 방글라"(벵골에 승리를 / 벵골 만세)를 외쳤다.
- 베트남의 인도차이나 전쟁 중 베트민 병사들은 적을 공격할 때마다 보통 "쑤엉 퐁"(영어: 돌격)을 사용했다. 같은 전투 함성은 나중에 베트남 인민군과 남베트남 민족해방전선 부대가 베트남 전쟁 중에 사용했다.
- 인도 육군의 각 개별 연대는 고유한 전투 함성을 가지고 있다. 이 함성들은 병사들이 속한 개별 카스트와 종교의 신념과 어우러져 울려 퍼진다.
- 크로아티아 독립 전쟁 중 크로아티아 군대는 "자 돔 스쁘렘니"를 사용했다. 한 사람이 "자 돔!"이라고 시작하면 나머지는 "스쁘렘니!"라고 따라 외쳤다. 이는 대략 "집을 위해 – 준비!" 또는 "조국을 위해 – 준비!"로 번역된다.
- 리로이 젠킨스는 인터넷 밈으로, 종종 전투 함성의 아이러니하거나 운명론적인 패러디 역할을 해왔다. 이 밈은 월드 오브 워크래프트 클랜이 복잡한 전투 계획을 세우는 유명한 비디오에서 유래했는데, 그 당시 AFK 상태였던 리로이 젠킨스가 무모하게 돌격하여 파티 전체가 전멸하는 결과를 초래했다. 이로 인해 1인칭 슈팅 게임에서 플레이어들이 적을 향해 돌격하면서 "리로오오오오오오오오오오오오이 젠키이이이이이이이인스!"라고 외치는 구절이 생겨났다. 이 구절은 월드 오브 워크래프트 이외의 다양한 매체에서도 등장하며 악명을 얻었다.
- 산그 파리바르와 다른 힌두 민족주의 단체들은 공동체 폭력 동안 힌두교 종교 구호인 자이 슈리 람 (라마 경에게 승리를)을 전투 함성으로 사용한다.[21]
- 쿠르드족의 여러 단체들, 예를 들어 PKK, YPG, 페슈메르가는 다음 구호들을 사용한다: "비지 쿠르디스탄!" (영어: 쿠르디스탄 만세)의 줄임말로, 보통 "헤르 비지!"(영어: 만세) "얀 쿠르디스탄 얀 네만"(영어: 쿠르디스탄이 아니면 전멸!)과 함께 사용된다.
- 2022년 러시아의 우크라이나 침공 중 "슬라바 우크라이니!"(Слава Україні! 영어: 우크라이나에 영광을!), 종종 "헤로이암 슬라바"(Героям слава! 영어: 영웅들에게 영광을!)라는 답변과 함께 사용되었으며, 국내 군대뿐만 아니라 주로 NATO 동맹국인 서방 세계 사이에서도 국제적으로 알려진 전투 함성이 되었다.

## 같이 보기
- 그리토 (멕시코 함성)
- 알라라
- 경고음
- 자유의 전투 함성
- 캐치프레이즈
- 사기 저하 (군사)
- 후자
- 기합
- 군대 은어
- 몹빙 콜
- 표어 (문장학)
- 전쟁춤